# Терещенко Михайло Іванович
Тере́щенко Миха́йло Іва́нович (18 (30) березня 1886, Київ, Російська імперія — 1 квітня 1956, Монако) — український підприємець, цукровар та землевласник, меценат. У березні-травні 1917 року — міністр фінансів, у травні-жовтні 1917 року — міністр закордонних справ у Тимчасовому уряді Росії.

## Сім'я та освіта
Народився в сім'ї багатого цукровара і землевласника, нащадка козаків (особистий статок Михайла Терещенка оцінювався приблизно в 70 млн крб). Батько — Іван Миколайович, мати — Єлизавета Михайлівна. Був одружений з громадянкою Франції Жанною Марією Маргаріт Ное, у цьому шлюбі народилися донька Маргарита і син Петро Михайлович, що жив у Франції, працював інженером у США і Бразилії. 1923 року подружжя розійшлося, 1929 року Михайло Терещенко одружився з норвежкою Еббою Хорст, молодшою за нього на 10 років. 1931 року в них народився син Іван.
Уже в ранньому дитинстві Михайло вільно володів французькою, англійською, німецькою мовами, розумів старогрецьку і латину (пізніше вільно володів 13 мовами). Закінчив Київську гімназію, вчився в Київському університеті, у 1905—1908 роках вивчав економіку в Лейпцизькому університеті. Закінчив юридичний факультет Московського університету (1909 р., екстерном).

## Юрист, видавець, промисловець
У 1909—1911 роках працював на катедрі римського та цивільного права Московського університету, покинув його разом з іншими ліберальними викладачами на знак протесту проти звільнення ректора, помічника ректора і проректора університету за розпорядженням міністра народної освіти Л. А. Кассо. У 1911—1912 роках був чиновником особливих доручень (без зарплатні) при Дирекції імператорських театрів. Став камер'юнкером. Володів разом із сестрами видавництвом «Сірін», що випускало книги літераторів «срібного століття», у тому числі роман Андрія Білого «Петербург». Підтримував дружні взаємини з Олександром Блоком. Вів світський спосіб життя, вважався балетоманом. Масон, член ложі Гальперна. При цьому активно займався бізнесом, був членом правління Всеросійського товариства цукрозаводів, членом ради Волзько-Камського банку та облікового комітету київського відділення Азовсько-Донського банку.

## Діяльність під час Першої світової війни
Після початку Першої світової війни був уповноваженим передового загону Червоного Хреста на Південно-західному фронті, потім помічником із завідування санітарними організаціями на цьому фронті. Входив до складу Головного комітету Союзу міст, займав пост уповноваженого Головного комітету Земського союзу. З липня 1915 року був головою Київського військово-промислового комітету, у 1915—1917 роках також був товаришем (заступником) голови Центрального військово-промислового комітету О. І. Гучкова. Входив до складу Особливої наради з оборони. Незадовго до Лютневої революції брав участь у плануванні державного перевороту (разом з О. І. Гучковим і Н. В. Некрасовим; до змови був залучений і знайомий Терещенка генерал А. М. Кримов).

## Міністр Тимчасового уряду
У першому складі Тимчасового уряду був міністром фінансів. Спільно з О. Ф. Керенським і Н. В. Некрасовим наполягав на створенні коаліційного уряду з представниками соціалістичних партій. У другому — четвертому складах уряду був міністром закордонних справ. Як міністр закордонних справ виступав на підтримку виконання Росією своїх союзницьких зобов'язань, що означало продовження її участі в Першій світовій війні, хоча формально і прийняв гасло «миру без анексій і контрибуцій», відмовившись від непопулярної тези свого попередника П. Н. Мілюкова про «завоювання Константинополя і проток». У жовтні 1917 року вступив у конфлікт з військовим міністром А. І. Верховським, що вважав, що армія більше воювати не може.
У липні 1917 року брав участь у переговорах з Центральною Радою. Виступав за те, щоб питання України було вирішене після скликання Всеросійських Установчих Зборів. Разом з Олександром Керенським підтримував Центральну Раду, виступав проти дострокового вирішення «Українського питання».
Керівник у справах Тимчасового уряду В. Д. Набоков виділяв такі якості Терещенка, як гнучкість, бездуховність, відсутність у нього твердих переконань, продуманого плану, повний дилетантизм у питаннях зовнішньої політики (втім, ці якості дозволяли йому налагоджувати стосунки з різними політичними силами). За словами дипломата Р. Н. Михайлівського, Терещенко «прагнув, не виходячи, правда, із загальних рамок дореволюційної політики, поставити себе по-новому як представник революційного і демократичного уряду, який не може говорити тією ж мовою, що й царський». Михайлівський зазначав також, що

наскільки краще порівняно з Мілюковим удавалося Терещенку ладнати і з союзниками, і з Совдепом, наскільки ж він був абсолютно безособовий усередині свого відомства, дедалі більше стаючи слухняним знаряддям у руках його вищого персоналу. Якщо Мілюков по балканських питаннях, наприклад по константинопольському, займав власну позицію та змушував відомство її приймати, то Терещенко, навпаки, дуже уважно слухав, що йому говорили, і завжди погоджувався. Усі директори департаментів і начальники відділів були ним нескінченно задоволені, оскільки він не заважав їм управляти відомством.

Разом з іншими міністрами Тимчасового уряду Терещенко був арештований більшовиками в Зимовому палаці, був ув'язнений у Петропавлівській фортеці.

## Емігрант

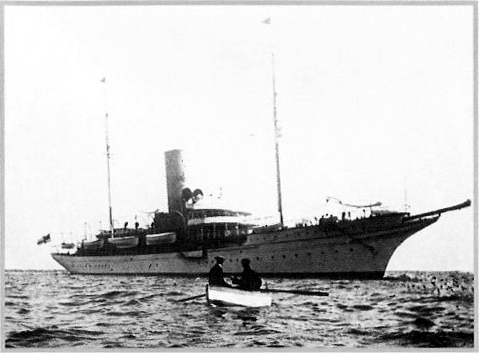
Яхта Іоланда, що належала Терещенку.

Весною 1918 року за викуп у 100 000 карбованців звільнений, емігрував до Фінляндії, звідти до Норвегії, потім жив у Франції та Великій Британії. Підтримував «Білий рух».
З 1921 року був членом Торгівельно-промислового і фінансового комітетів. Втративши весь статок у Росії, він успішно займався бізнесом за кордоном, був співвласником декількох фінансових компаній та банків у Франції й на Мадагаскарі. Працював у компанії «Мадал» у Мозамбіку в 1950-х. Був благодійником, створював притулки для українських емігрантів і допомагав їх облаштовувати, але не афішував цей бік своєї діяльності.